# Visgraatbaardmos
Visgraatbaardmos (Usnea filipendula) is een korstmossoort uit het geslacht baardmos (Usnea). De soort werd voor het eerst in een wetenschappelijk werk beschreven door James Stirton in 1881.

## Determinatie
Visgraatbaardmos is een struikvormig korstmos met een bleke, grijsgroengekleurd thallus. Het baardmos kan tot dertig centimeter lang worden en groeit als hangende, fijn vertakte 'baarden' aan takken en schors van bomen met een zure bast, met name op de onderkroon of middenstam van eikenstrubben en opgaande eikenbossen. De soort heeft geen apotheciën. Visgraatbaardmos lijkt op U. scabrata, maar is donkerder qua kleur, heeft een dikkere cortex en een andere chemie. Het heeft de volgende kleurreacties: K+ (rood), KC−, C− en P+ (geel).

## Verspreiding
Visgraatbaardmos is over het algemeen een relatief algemeen voorkomende soort, maar wordt op veel plekken in Europa, onder andere in Nederland, Duitsland en Denemarken, in zijn voortbestaan bedreigd. Overal is de soort echter sterk achteruitgegaan door de luchtvervuiling met zwaveldioxide. Het komt voor in grote delen van Europa, vooral in de wat meer oceanische delen. De soort is verder ook te vinden in Noord-Amerika en Aziatisch Rusland.

### Benelux
Ook in Nederland is de soort in de loop van de twintigste eeuw snel achteruitgegaan. In het Rijksherbarium liggen relatief veel collecties van de Veluwe en Drenthe, waar het zeer algemeen geweest moet zijn. Eind jaren zestig zijn er in het Speulder- en Sprielderbos nog laatste restanten hiervan waargenomen. De onderzoekers noemden visgraatbaardmos ter plekke nog 'algemeen' op eiken. In de zeventiger jaren kwam de soort nog rijkelijk voor op één berk bij Hulshorst, die later is gekapt. Sindsdien zijn er alleen langs de kust nog waarnemingen van deze soort gedaan. Hoewel het niet met zekerheid was vast te stellen, werd er eind jaren negentig aangenomen dat het korstmos uit Nederland verdwenen was. Luchtvervuiling met zwaveldioxide, en recenter ook met ammoniak, vormen de oorzaak van de achteruitgang. In maart 2013 werd er echter weer een waarneming gedaan in de Soester Duinen. Hoewel door onderzoekers werd voorgesteld om de status van de soort in Nederland te veranderen naar 'ernstig bedreigd', staat de soort op de Nederlandse Rode Lijst van korstmossen uit 2015 staat als 'verdwenen uit Nederland' genoteerd.
In Luxemburg komt de soort nog relatief algemeen voor. In België is het met name te vinden in de oostelijk gelegen provincies Luik en Luxemburg.